# Mareil-sur-Loir
Mareil-sur-Loir település Franciaországban, Sarthe megyében. Lakosainak száma 658 fő (2022. január 1.). Mareil-sur-Loir Saint-Jean-de-la-Motte, Thorée-les-Pins, Clermont-Créans, La Flèche és Luché-Pringé községekkel határos.

## Népesség
A település népességének változása:
| Lakosok száma | 646  | 657  | 672  | 663  | 664  | 661  | 660  | 659  | 658  |
|               | 2013 | 2015 | 2016 | 2017 | 2018 | 2019 | 2020 | 2021 | 2022 |